# Mogens Jensen (bjergbestiger)
 Der er flere personer med dette navn, se Mogens Jensen (flertydig).
Mogens Kjæmpe Jensen (født 5. august 1972 i Løgstrup) er en dansk, foredragsholder, fysisk træner, tidligere bjergbestiger og landsholdstriatlet. Han er uddannet folkeskolelærer fra Skive Seminarium.
Han fik konstateret sygdommen astma i 1988. Lige siden har han villet udforske hvad hans lunger kunne klare af belastninger.

## Mount Everest
2005 var året hvor han første gang forsøgte at bestige Mount Everest, men måtte opgive 350 meter fra toppen på grund af forfrysninger i den ene fod. Forinden havde Mogens Jensen tilbagelagt de 11.500 km fra Danmark til Nepal på cykel, og med løbesko. Da han nåede base camp i 5.100 meters højde, var der gået 100 dage, hvilket ingen andre i verden har præsteret.
I 2006 forsøgte han at blive den første astmatiker i verden der nåede toppen af Mount Everest uden brug af iltmaske. Dette skete i samarbejde med Tv-kanalen Discovery Channel der viste ekspeditionen på Tv ligesom de udgav den på Dvd. Han måtte opgive forsøget i 8.000 meters højde på grund af akut højdesyge.
Den 22. maj 2007 nåede Jensen for første gang de 8.848 meter og toppen af Mount Everest. Dette var dog med brug af kunstig ilt, da hans astma sygdom drillede det sidste stykke vej. Det gode vejr gjorde at ham og hjælperen kunne sidde en halv time på toppen, inden den krævende nedstigning begyndte.
Sammen med bjergbestigeren Sherpa Ang Rita fra Nepal, tog Mogens Jensen i 2009 igen på ekspedition i Himalaya med toppen af Mount Everest som mål. Denne gang skulle det igen være uden ilt og han ville placere FN-flaget og en lamineret kopi af FN's Verdenserklæring om Menneskerettighederne på toppen af jordens højeste bjerg. Dette blev opgivet i 7700 meters højde da Mogens Jensen fik vand i lungerne. Denne ekspedition blev også ramt af en tragisk ulykke da en sherpa omkom.